# スポケーンの左手
『スポケーンの左手』(英語: A Behanding in Spokane)は、アイルランド系イギリス人の劇作家マーティン・マクドナーが2010年に書いたブラックコメディである。2010年にニューヨーク、ブロードウェイのショーンフェルド劇場で初演された。これはマクドナーが初めてアメリカ合衆国を舞台に書いた戯曲である。

## あらすじ
舞台はアメリカの小さな町のホテルの一室である。カーマイケルという名前の謎めいた男が、失った左手を27年間探し続けている。けんかばかりしている恋人同士である黒人青年トビーとマリリンは、カーマイケルがはるか昔に切断で失った手を持っていると主張し、かわりにカーマイケルが出そうと言う報奨金をもらおうとする。エキセントリックなホテル従業員マーヴィンが交渉の最中に現れたため、取引が台無しになりそうになる。

## 上演
『スポケーンの左手』は2010年2月15日にブロードウェイのショーンフェルド劇場でプレビューを開始し、2010年3月4日に正式に開幕したのち、108回の公演を同年6月6日に終えた。
ジョン・クロウリーが演出し、クリストファー・ウォーケンがカーマイケルを、サム・ロックウェルがマーヴィン、アンソニー・マッキーがトビー、ゾーイ・カザンがマリリンを演じた。マクドナーがアメリカ合衆国を舞台に書いた最初の芝居である。
日本語版は2015年11月14日から29日まで、シアタートラムにてシーエイティープロデュース、小川絵梨子翻訳・演出、中嶋しゅうがカーマイケル役、蒼井優がマリリン、岡本健一がトビー役、成河がマーヴィン役で上演された。

## 批評
『ザ・ニューヨーカー』にレビューを書いたヒルトン・アルスは、「この芝居は成功するよう設計されており、マクドナーのステレオタイプな黒人男性の男性性に関する見方がその設計の重要な一部だ。(中略)マクドナーはこの演目に次々とギャグを加えており、まるで核にある恐怖をコメディが覆い隠せるとでも信じているようだ。黒人であることはマクドナーにとってブロードウェイの小道具にすぎず、ヒエラルキーを作るための簡単な方法にすぎない。賢い移民が皆知っているように、マクドナーはトビーの他者性を追究することで自身がアウトサイダーではなくなっていくと思っている」と述べた。
『ニューヨーク・タイムズ』のレビューでベン・ベントリーは、マクドナーの典型的なキャラクターが「とんまで口が悪く、互いを引っかけようとして失敗してばかりの悪党たちに関する、おきまりのハリウッド犯罪コメディの登場人物たちに不安なほど近づいているように見えてくる。(中略)もしマクドナーが観客の期待通りの傑作で意地の悪いからくり屋敷を出してくれないとしても、少なくともカーマイケルのメガネをかけた額の後ろにある、みすぼらしく恐ろしい迷宮で震えて過ごす時間をもらえる」と述べている」。
シアタートラムでの日本語上演について、谷岡健彦はカーマイケルとマーヴィンの会話に言及し、「温かみのある一瞬を書き込めるのが、マクドナーをたんなる暴力描写好きの劇作家に終わらせないところ」と評している。

## 受賞とノミネート
初演の際、クリストファー・ウォーケンは2010年のトニー賞演劇主演男優賞、2010年アウター・クリティックス・サークル賞演劇優秀男優賞、ドラマ・デスク・アワード演劇男優賞候補となった。芝居じたいは2010年のドラマ・リーグ賞優秀上演賞候補となった。
世田谷での日本語初演においては、演出家の小川絵梨子が菊田一夫演劇賞を『スポケーンの左手』及び『夜想曲集』と『RED』の演出で受賞した。

## 戯曲の刊行情報
- Martin McDonagh, A Behanding in Spokane (Dramatist's Play Service, 2016).